# تحلیل اکتشافی
تحلیل اکتشافی (به انگلیسی: Heuristic analysis) روشی است که اغلب نرم‌افزارهای ضدویروس از آن برای شناسایی ویروس‌های جدید و ناشناخته بهره می‌برند. در این روش ضدویروس کدهای درون فایل را برای یافتن دستورالعمل‌های ویروس مانند بررسی می‌کند در صورتی‌که این دستورالعمل‌ها از حد مشخصی بیشتر باشد ضدویروس آن فایل را به عنوان یک ویروس احتمالی شناسایی می‌کند و از کاربر می‌خواهد که فایل را برای بررسی بیشتر به آزمایشگاه ارائه‌کننده ضدویروس ارسال کند.
مهمترین عیب این روش میزان خطای آن در شناسایی فایل‌های سالم به عنوان فایل‌های مخرب است که ممکن است این هشدارهای کاذب بیش از حد باعث بی اعتنایی کاربر نسبت به این هشدارها گردد و در هنگام روبرو شدن با یک ویروس واقعی، علی‌رغم هشدار ضدویروس، اجازه اجرا شدن به آن را دهد. 
البته بیشتر شرکت‌های ارائه‌کننده نرم‌افزارهای ضدویروس به دلیل این خطای شناسایی، این ویژگی را در نرم‌افزارهای ضدویروس خود به صورت پیش‌فرض غیرفعال یا محدود می‌کنند. از این روش همچنین در نرم‌افزارهای ضدهرزنامه برای شناسایی هرزنامه‌ها نیز استفاده می‌شود.

## عملکرد
برنامه‌های ضدویروس به دو صورت از تحلیل اکتشافی برای شناسایی ویروس‌ها استفاده می‌کنند در روش اول که به آن تحلیل اکتشافی ایستا (static heuristic) گفته می‌شود ضدویروس کدهای نوشته شده درون فایل‌ها را با کدهای برنامه‌های مخرب که در پایگاه اطلاعاتی خود دارد مقایسه و تحلیل می‌کند در روش دوم که به آن تحلیل اکتشافی پویا (dynamic heuristic) گفته می‌شود؛ ضدویروس فایل را در یک ماشین مجازی اجرا کرده و با تحلیل نتایج رفتاری آن وضعیت فایل را از لحاظ مخرب یا سالم بودن آن مشخص می‌سازد.